# Jaina Lee Ortiz

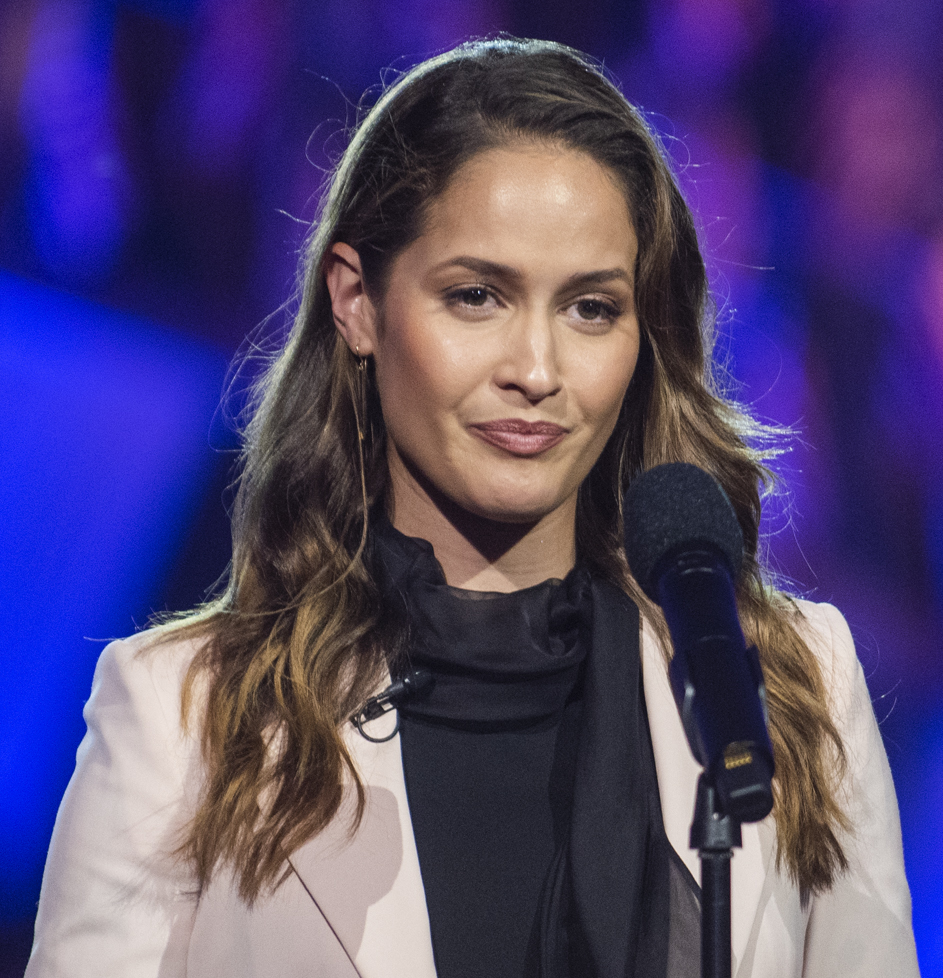
Jaina Lee Ortiz (2019)

Jaina Lee Ortiz, geboren als Jessica Ortiz, (* 20. November 1986 im Monterey County, Kalifornien) ist eine amerikanische Schauspielerin.

## Leben und Karriere
Jaina Lee Ortiz wurde im Jahr 1986 in Kalifornien geboren und wuchs im New Yorker Stadtbezirk Bronx auf. Ihre Eltern sind puerto-ricanischer Abstammung, der Vater ist Kriminalpolizist beim NYPD.
Ortiz begann in frühen Jahren Tanzlektionen zu nehmen und unterrichtete später selber. Am Maggie Flanigan Studio in New York nahm sie Schauspielunterricht und hatte erste Auftritte auf der Theaterbühne.
Nach ersten kleinen Auftritten in Filmen nahm sie im Jahr 2010 unter dem Namen Jessica Ortiz an der Schauspieler-Castingshow Scream Queens auf VH1 teil, wo sie Zweite wurde. Im Jahr 2013 wurde sie für den Pilotfilm der geplanten Chris-Carter-Serie The After gecastet, welche jedoch nie in Serie ging. Dafür spielte sie in der ab 2015 laufenden Polizeiserie Rosewood die Hauptrolle der Polizistin Annalise Villa, bis die Serie nach zwei Staffeln eingestellt wurde. In der 2017 ausgestrahlten zweiten Staffel der Serie Shooter spielte sie die wiederkehrende Rolle der Marineinfanteristin Angela Tio.
Ab 2018 war Ortiz in der Fernsehserie Station 19 zu sehen, einem Ableger von Grey’s Anatomy. In Station 19 spielte sie die Hauptrolle der Feuerwehrfrau Andy Herrera, die sie ebenfalls in mehreren Folgen von Grey’s Anatomy spielte.

## Filmografie (Auswahl)
- 2004: Sad Spanish Song
- 2010: Scream Queens (Castingshow)
- 2012: Misfire
- 2012: The Shop (Fernsehserie, 6 Episoden)
- 2014: The After (Fernsehfilm)
- 2015–2017: Rosewood (Fernsehserie, 44 Episoden)
- 2017: Shooter (Fernsehserie, 4 Episoden)
- 2018–2022: Grey’s Anatomy (Fernsehserie, 5 Episoden)
- 2018–2024: Seattle Firefighters – Die jungen Helden (Station 19, Fernsehserie, 105 Episoden)
- 2023: Shelter
- 2023: The Long Game
- 2025: The Vortex